# Yuan Shi
 (février 2015).
Si vous disposez d'ouvrages ou d'articles de référence ou si vous connaissez des sites web de qualité traitant du thème abordé ici, merci de compléter l'article en donnant les références utiles à sa vérifiabilité et en les liant à la section « Notes et références ».
Le Yuan Shi (chinois : 元史 ; pinyin : yuán shǐ ; litt. « Histoire (de la dynastie) Yuan » est un ouvrage en 210 volumes, dirigé par Song Lian (宋濂), la deuxième année du règne de Ming Hongwu (aux environs de  1369 ~ 1370), décrivant l'histoire de la dynastie Yuan, dynastie mongole fondée par Kubilai Khan en 1271, mais dont l'histoire remonte à Gengis Khan : la période décrite dans l'ouvrage se situe entre 1206 et 1369. Le Yuan Shi est classé dans les Vingt-Quatre Histoires, annales de l'histoire de la Chine.

## Le Yuan Shi et le Tibet
Selon le tibétologue américain Elliot Sperling, le Tibet n'y est pas considéré comme appartenant à l'empire des Yuan. En effet, il n'est pas conquis par les armes, mais fait sa soumission aux nouveaux maitres de la Chine et devient leur vassal, avant de subir ce qui ressemble à une forme de tutelle administrative sans véritable occupation de son territoire. En effet, ainsi que le note la tibétologue Françoise Robin,  le Tibet n'apparaît pas dans la description des royaumes mongols qui est incluse dans le Yuanshi[pertinence contestée].